# Canon EF-S 18-200mm f/3.5-5.6 IS
El Canon EF-S 18-200mm f/3.5-5.6L IS és un objectiu zoom el qual esta entre una focal gran angular, normal i teleobjectiu, amb muntura Canon EF-S.
Aquest, va ser anunciat per Canon el 26 d'agost de 2008, amb un preu de venta suggerit de 89.000¥.
Actualment, és l'òptica de la sèrie EF-S de Canon amb més zoom (11,1x).
La seva distància focal de 18-200mm té el mateix camp visual en una càmera EOS de la sèrie EF-S que una lent de 29-320mm en una càmera de fotograma complet.
Aquest objectiu és un tot terreny, per tant es pot utilitzar per molts tipus de fotografia, com paisatge, retrat, fauna o esport.

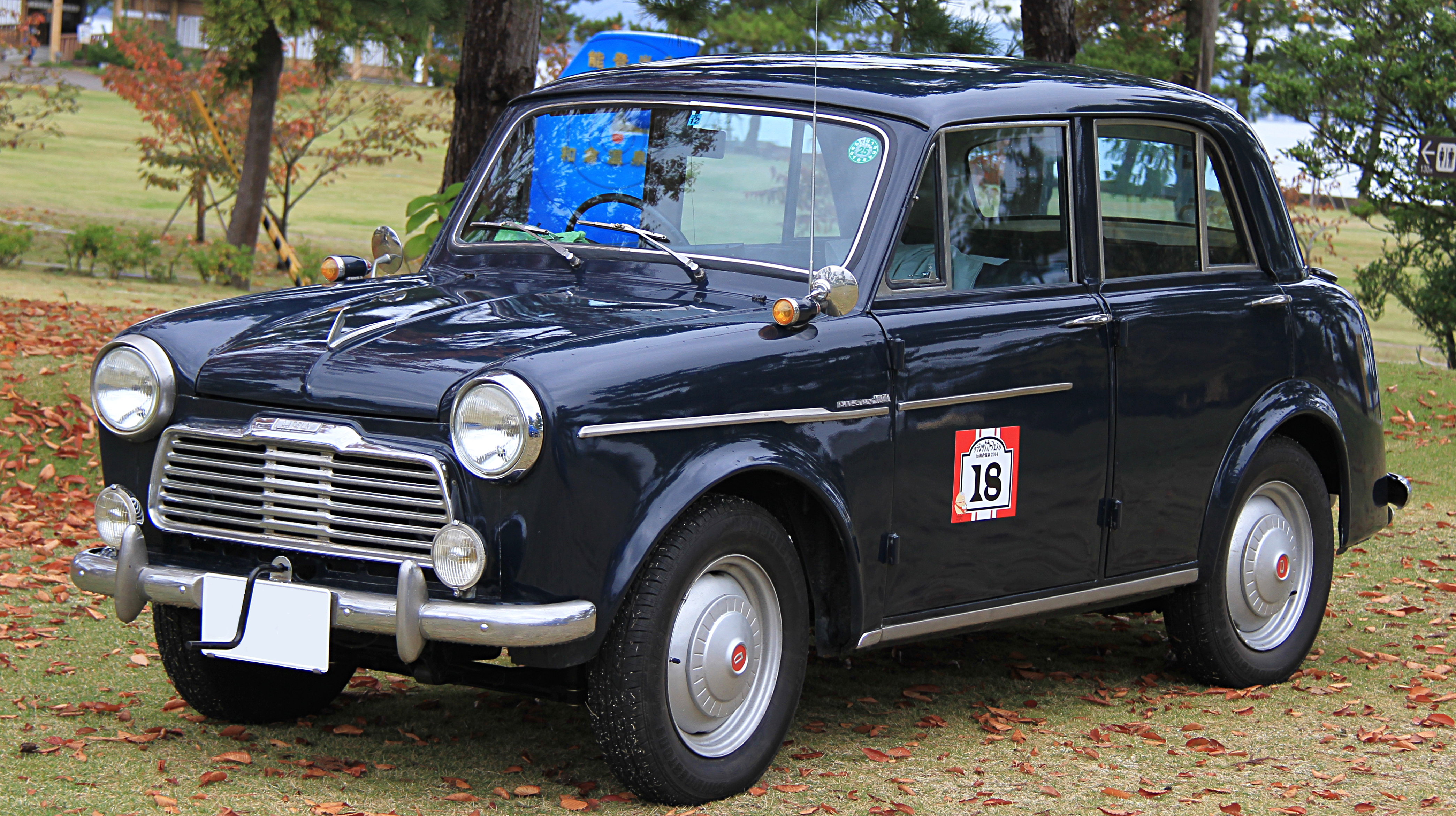
Cotxe fotografiat a 50mm amb el Canon EF-S 18-200mm f/3.5-5.6L IS

## Característiques
Les seves característiques més destacades són:
- Distància focal: 18-200mm
- Obertura: f/3.5 - 22 (a 18mm) i f/5.6 - 38 (a 200mm)
- Motor d'enfocament: Micromotor d'autoenfocament
- Estabilitzador d'imatge de 4 passes
- Distància mínima d'enfocament: 45cm
- Rosca de 72mm
- Distorisió òptica a 18m de -4,48% (tipus barril) i a 200mm de 0,976% (tipus coixí).[4]
- A 18mm i f/8 és on l'objectiu menys ombreja les cantonades, encara que a f/5.6 aquest efecte ja es veu molt rebaixat.[4]
- A 200mm i f/8 l'objectiu ja ombreja poc les cantonades, encara que es rebaixa una mica més a f/11. A f/5.6 encara hi ha un ombrejat de gairebé un pas de llum.
- Tant a 18mm com a 200mm la millor qualitat òptica es troba a f/8.[4]

## Construcció
- La muntura, canó i anell de filtre son de plàstic.[5]
- El diafragma consta de 6 fulles, i les 16 lents de l'objectiu estan distribuïdes en 12 grups.[1]
- Consta de dos elements asfèrics i dos lents d'ultra baixa dispersió. També consts d'un recobriment (ajuda a reduir els efectes fantasma).[1]

## Accessoris compatibles[6]
- Tapa E-72 II
- Parasol EW-78D
- Filtres de 72mm
- Tapa posterior E
- Funda LP1116
- Tub d'extensió EF 12 II
- Tub d'extenzió EF 25 II

## Objectius similars amb muntura Canon EF-S
- Sigma 18-200mm f/3.5-6.3 II DC OS HSM[7]
- Sigma 18-200mm f/3.5-6.3 DC Macro OS HSM[8]
- Sigma 18-200mm f/3.5-6.3 DC OS HSM[9]
- Tamron AF 18-200mm F/3.5-6.3 XR Di II LD Aspherical (IF) Macro[10]
- Tamron 18-200mm f/3.5-6.3 Di II VC[11]